# Friedmann-Lemaître-Robertson-Walker-metriek
De Friedmann-Lemaître-Robertson-Walker-metriek (FLRW) is een exacte oplossing van Einstein-vergelijkingen van de algemene relativiteitstheorie; zij beschrijft een enkelvoudig samenhangende, homogeen, isotropisch uitdijend of inkrimpend heelal. 
De metriek is vernoemd naar Aleksandr Friedmann, Georges Lemaître, Howard P. Robertson en Arthur Geoffrey Walker.

## Naam en historiek
De Sovjet-wiskundige Alexander Friedmann leidde de belangrijkste resultaten van het FLRW-model voor het eerst af in 1922 en 1924. Hoewel het prestigieuze natuurkundetijdschrift Zeitschrift für Physik zijn werk publiceerde, bleef het relatief onopgemerkt door zijn tijdgenoten. Friedmann stond in direct contact met Albert Einstein, die namens het Zeitschrift für Physik optrad als wetenschappelijk beoordelaar van Friedmanns werk. Uiteindelijk erkende Einstein de juistheid van Friedmanns berekeningen, maar hij zag de fysische betekenis van Friedmanns voorspellingen niet in.
Friedmann overleed in 1925. In 1927 kwam Georges Lemaître, een Belgische priester, astronoom en hoogleraar natuurkunde aan de Katholieke Universiteit van Leuven, onafhankelijk tot soortgelijke resultaten als die van Friedmann en publiceerde deze in de Annales de la Société Scientifique de Bruxelles. In het licht van het waarnemingsbewijs voor de uitdijing van het heelal verkregen door Edwin Hubble aan het eind van de jaren 1920, werden de resultaten van Lemaître vooral opgemerkt door Arthur Eddington, en in 1930-31 werd Lemaître's paper vertaald in het Engels en gepubliceerd in de Monthly Notices of the Royal Astronomical Society.
Howard P. Robertson uit de VS en Arthur Geoffrey Walker uit het VK onderzochten het probleem verder in de jaren 1930. In 1935 bewezen Robertson en Walker op rigoureuze wijze dat de FLRW metriek de enige is op een ruimtetijd die ruimtelijk homogeen en isotroop is (zoals hierboven opgemerkt, is dit een meetkundig resultaat en niet specifiek gebonden aan de vergelijkingen van algemene relativiteit, die altijd door Friedmann en Lemaître werden aangenomen).
Deze oplossing, die vaak de Robertson-Walker-metriek wordt genoemd omdat zij de algemene eigenschappen ervan hebben bewezen, verschilt van de dynamische "Friedmann-Lemaître"-modellen, die specifieke oplossingen voor a(t) zijn die aannemen dat de enige bijdragen aan de spanningsenergie bestaan uit koude materie ("stof"), straling en een kosmologische constante.